# 林可奈子
林 可奈子（はやし かなこ、1984年10月4日 - ）は、福岡県出身のファッションモデルである。所属事務所はスプラッシュ(三樹りんな)。血液型はO型。身長165cm。

## 出演

### テレビ
- ザ!世界仰天ニュース（日本テレビ、2014年放送）
- ダイレクトテレショップ
- 買いテキ!通販ツウ （TBS、2015年放送）
- TOKIOカケル （フジテレビ、2015年放送）
- シャキーン! （NHK Eテレ、2016年放送）
- アリよりのアリ〜理想の男女をビジュアル化〜（ TBS、2016年放送）
- マツコの知らない世界（ TBS、2016年放送）
- DHCシアター
- 王様のブランチ（ TBS、2017年放送）

### CM
- バンダイ『取れ蛇～パニック！ドキドキスネーク！』（2014年）[1]
- ユアン / QVC 『陽美肌(HIBIKI)』
- ナースパワー 『ナースのうた篇』
- アサヒビール 『アサヒスーパードライ』「夏乾杯」編[2]
- かんぽ生命保険 『かんぽつながる安心活動 安心を確かなものに』篇
- ライクスタッフィング テレビCM
- ユニ・チャーム 『からだ想いラボ』篇
- LIXIL 『ユニバーサル社会インタビュー直訳』篇[3]
- モスバーガー 『新モスバーガー 45年目の新モスバーガー』篇[4]

### 広告
- ナチュラルグラッセ スチール（2014年）
- ファミリーマート 『アニュアルリポート2014』
- イオントップバリュ
- イオンリテール　福袋
- 花王 めぐりズム
- リコー 企業広告
- Oculus ゴーグル
- クリスタルジェミー 広告
- イトーヨーカ堂 広告

## 書籍

### 雑誌
- ゼクシィ（リクルート）
- MyAge（集英社）
- はつらつ元気（芸文社）